# (5588) Jennabelle
(5588) Jennabelle – planetoida z pasa głównego asteroid okrążająca Słońce w ciągu 4 lat i 237 dni w średniej odległości 2,78 j.a. Została odkryta 23 września 1990 roku w Palomar Observatory przez Briana Romana. Planetoida została nazwana imieniem Jenny Belle Weathers Roman, babci odkrywcy. Przed nadaniem nazwy planetoida nosiła oznaczenie tymczasowe (5588) 1990 SW3.